# Chamaepentas hindsioides
Chamaepentas hindsioides är en måreväxtart som först beskrevs av Karl Moritz Schumann, och fick sitt nu gällande namn av Jesper Kårehed och Birgitta Bremer. Chamaepentas hindsioides ingår i släktet Chamaepentas och familjen måreväxter.

## Underarter
Arten delas in i följande underarter:
- C. h. glabrescens
- C. h. hindsioides
- C. h. parensis
- C. h. williamsii